# ناثانيل فيليبس سميث توماس
ناثانيل فيليبس سميث توماس (بالإنجليزية: Nathaniel Phillips Smith Thomas)‏ هو محامي وسياسي أمريكي، ولد في 17 نوفمبر 1844، وتوفي في 12 مايو 1890.